# Orient (Illinois)
Orient je grad u američkoj saveznoj državi Ilinois. Prema popisu stanovništva iz 2010. u njemu je živjelo 358 stanovnika.